# Sergentomyia serridentata
Sergentomyia serridentata är en tvåvingeart som beskrevs av Davidson 1990. Sergentomyia serridentata ingår i släktet Sergentomyia och familjen fjärilsmyggor. Inga underarter finns listade i Catalogue of Life.